# Эрдин, Фатих
Фатих Эрдин (тур. Fatih Erdin, род. 1 февраля 1994) — турецкий борец вольного стиля, призёр чемпионата мира и Европы.

## Биография
Родился в 1994 году. В 2011 году стал чемпионом Европы среди кадетов. В 2014 году стал бронзовым призёром чемпионата Европы среди юниоров.
В 2018 году завоевал серебряную медаль чемпионата мира.
В 2019 году на чемпионате Европы в Румынии завоевал бронзовую медаль. 

## Достижения
- Чемпионат мира по борьбе (Будапешт, 2018);
- Гран-при «Александр Медведь» (Минск, 2018);
- Турнир «Яшар Догу» (Стамбул, 2018);
- Гран-при «В. Балавадзе и Г. Картозия» (Тбилиси, 2018);
- Гран-при «Иван Ярыгин» (Красноярск, 2018, 2019);
- Турнир «Яшар Догу» (Стамбул, 2017);